# Mutafukaz
Mutafukaz (foneticky shodné s anglickým „mother fuckers“) (Japonsky ムタフカズ, Hepburnův přepis Mutafukazu, v některých zemích uvedeno jako MFKZ) je animovaný vědeckofantastický film pro dospělé z roku 2017 založený na komiksové řadě a stejnojmenného krátkometrážního filmu. Film byl natočen ve spolupráci francouzského studia Ankama a japonského Studio 4 °C a byl režírován Shōjirem Nishimim a Guillaumem "Run" Renardem. Komiks, který byl použit jako předloha, byl vydán i v angličtině nakladatelstvím Titan Comics, který ale vydal pouze jeden díl 27. října 2015. Mutafukaz měl premiéru 23. května 2018 ve Francii a 12. května 2018 v Japonsku.

## Děj
Mladá žena nesoucí malé dítě je pronásledována muži v černých oblecích. Část těchto pronásledovatelů je zabito psem, z jehož těla vyrůstají chapadla, a pronásledovaná žena stihne dítě schovat do odpadního kontejneru před tím, než je jedním ze svých pronásledovatelů zabita.
O několik let později ze zachráněného dítěte vyrostl mladý dospělý muž jménem Angelino, který bydlí ve zchátralém bytě v Dark Meat City (DMC) se svým přítelem Vinzem a svými „domácími mazlíčky“, kterými je velký počet švábů. Během dovážení zásilky na motorce ho zaujme Luna, krásná mladá žena jdoucí po chodníku vedle silnice, čímž mu odvede pozornost a srazí ho kamion. Po této nehodě začne mít bolesti hlavy a halucinace, až ho nakonec začnou pronásledovat podivní muži v černých oblecích. Angelino zavolá svému příteli Willymu a schová se ve zchátralé části města s vysokou kriminalitou jménem Palm Hills. Angelino je později i se svým přítelem Vinzem opět nalezen muži v černých oblecích v čele s bíle oblečeným mužem jménem Bruce, který do přestřelky zapojil i členy místních gangů, způsobujíce ztráty na obou stranách. Ve stejnou dobu řekne profesionální hráč wrestlingu svým soudruhům o vizi, kterou dostal, a podle které se mají připravit na potenciální zlo, se kterým budou muset bojovat.
V restauraci, kde jsou Angelino a Linz stálí zákazníci, narazí na Lunu, která ve skutečnosti pracuje pro muže v černých oblecích a zajme je. Lunin otec, Mr. K, je vůdcem mimozemské rasy zvané Macho, která se infiltrovala na Zemi i do politiky a policejních sborů za účelem budoucí kolonizace planety. Angelinův otec byl příslušník rasy Macho, zatímco jeho matka byla člověk. Je tedy míšenec lidské a mimozemské rasy, což by mohlo vyústit v nepředvídatelné, ale potenciálně silné schopnosti, které by Mr. K chtěl zneužít ve svůj prospěch. Mr. K se Angelinovi pokusí vymýt mozek a přimět ho, aby zabil svého přítele Vinze, mezitím ale Luna přejde na stranu Angelina poté, co se stane svědkem jeho minulosti. Jsou zachráněni skupinou profesionálních wrestlerů, kteří následovali Angelinovi šváby, kteří instinktivně Angelina vystopovali. K nim se ještě přidá vědec jménem Fagor, který je poslední zbývající z unesených vědců, kteří pracovali pro Macho.
Crocodile (černě oblečený muž z dřívějška) dorazí k Willymu domů a zajme ho jako rukojmího. Angelino a Vinz se rozhodnou vrátit se k němu domů a Angelino Willyho zachrání. Wrestleři spolu s Fagorem odpálí raketu, která vyvolá sněhové přeháňky napříč celým státem, způsobujíce smrt umrznutím příslušníkům Macho, během čehož se zřítí zpravodajský vrtulník na Willyho dům a zabije tak Crocodila. Angelino, který je napůl Macho, začne mrznout, ale je zachráněn polibkem od Luny. Na místo přijede Bruce kvůli závěrečnému souboji s Angelinem, ale protože Angelino odmítne použít své Macho schopnosti, je Bruce postřílen místními gangy jako odvetu za minulé napadení jejich území.
O dva měsíce později se vše vrátí k normálu a lidé pomalu zapomínají na předešlý incident. Vinz konečně dostane práci v restauraci, kde jsou stálými zákazníky. Angelino píše dopisy Luně, která zmizela po souboji s Brucem, ačkoliv ani nemá tušení, v které části DMC by se mohla nacházet. Willy, který taktéž zmizel po onom souboji, vydal svůj první hudební singl. Mr. K je ukázán naživu, jak staví základnu na odvrácené straně Měsíce, odkud začíná posílat ufa na potenciální útok na Zemi.

## Dabing

### Francouzská verze filmu
- Orelsan jako Angelino
- Gringe jako Vinz
- Redouanne Harjane jako Willy
- Féodor Atkine jako Mr. K
- Kelly Marot jako Luna
- Julien Kramer jako Bruce Macchabée & El Diablo
- Emmanuel Karsen jako Randy Crocodile
- Gilbert Lévy jako Professor Fagor
- Alain Dorval jako El Tigre
- Frantz Confiac jako Popeye

### Anglická verze filmu
- Kenn Michael jako Angelino
- Vince Staples jako Vinz
- Dino Andrade jako Willy
- Michael Chiklis jako Agent Randy Crocodile
- Giancarlo Esposito jako Mr. K
- Jorge Gutierrez jako El Tigre
- Dascha Polanco jako Luna
- RZA jako Shakespeare (a.k.a. Popeye)
- Danny Trejo jako Bruce
- Bill Lobley jako Professor Fagor
- Antonio Alvarez jako El Diablo

## Uvedení do kin
Mutafukaz měl svou světovou premiéru 13. června 2017 na Mezinárodním festivalu animovaného filmu. Do kin byl ve Francii uveden 23. května 2018 a v Japonsku 12. října 2018. Společnost GKIDS limitovaně uvedla anglickou verzi filmu do amerických a kanadských kin mezi 11. a 16. říjnem 2018.